# ستري
ستري (بالأوكرانية: Стрий) وهي مدينة في أوكرانيا تقع على الضفة اليسرى لنهر ستري في لفيف أوبلاست غرب أوكرانيا وتعتبر مركز ستري رايون وتنتشر المدينة عبر الرايون، ستري كانت أول مدينة يرفع فيها علم أوكرانيا في مارس 1990 قبل انهيار الاتحاد السوفيتي، تبلغ مساحة المدينة 17 كلم مربع ويبلغ عدد سكان المدينة 57,600 نسمة، وهذه المدينة توأم مع نوفي شاز في بولندا ومع بالتسي في مولدوفا.

## توأمة
لستري اتفاقيات توأمة مع كل من:
- دورن
- بالتسي
- نوفي سونتس

## أعلام
- زبيغنيو ميسنر
- أولكساندر زوبريان
- أرتيم هروموف
- لويس بيجلي
- كازيميرز نواك